# Ilias Chair
Ilias Chair (Antwerpen, 30 oktober 1997) is een Marokkaans profvoetballer die doorgaans als middenvelder speelt. Hij verruilde in 2017 Lierse SK voor Queens Park Rangers FC. Chair debuteerde in 2021 in het Marokkaans voetbalelftal.

## Clubcarrière
Chair debuteerde op 9 augustus 2015 in het betaald voetbal, op de eerste speeldag van de Tweede klasse. Hij nam het die dag met Lierse SK op tegen KVV Coxyde. Hij viel in voor Souleymane Diomande. Op 21 januari 2017 maakte hij de overstap naar de Londense club Queens Park Rangers. Hij maakte op 8 augustus 2017 zijn debuut voor die ploeg in de wedstrijd tegen Northampton Town in de EFL Cup waar hij in de 63ste minuut Luke Freeman verving. Chair maakte zijn eerste doelpunt voor de club in de competitiewedstrijd tegen Birmingham City op 28 april 2018.
Op 31 januari 2019 werd Chair door QPR voor de rest van het seizoen uitgeleend aan Stevenage FC uit de League Two. In zijn derde wedstrijd voor Stevenage scoorde hij tweemaal tegen leider Lincoln City.

## Statistieken
| Seizoen        | Club                | Competitie      | Competitie | Competitie | Beker | Beker | Internationaal | Internationaal | Totaal | Totaal |
| Seizoen        | Club                | Competitie      | Wed.       | Dlp.       | Wed.  | Dlp.  | Wed.           | Dlp.           | Wed.   | Dlp.   |
| -------------- | ------------------- | --------------- | ---------- | ---------- | ----- | ----- | -------------- | -------------- | ------ | ------ |
| 2015/16        | K. Lierse SK        | Tweede klasse   | 2          | 0          | 0     | 0     | —              | —              | 2      | 0      |
| 2016/17        | K. Lierse SK        | Eerste Klasse B | 0          | 0          | 0     | 0     | —              | —              | 0      | 0      |
| 2016/17        | Queens Park Rangers | Championship    | 0          | 0          | 0     | 0     | —              | —              | 0      | 0      |
| 2017/18        | Queens Park Rangers | Championship    | 4          | 1          | 3     | 0     | —              | —              | 7      | 1      |
| 2018/19        | Queens Park Rangers | Championship    | 4          | 0          | 4     | 0     | —              | —              | 8      | 0      |
| 2018/19        | → Stevenage FC      | League Two      | 16         | 6          | 0     | 0     | —              | —              | 16     | 6      |
| 2019/20        | Queens Park Rangers | Championship    | 41         | 4          | 4     | 1     | —              | —              | 45     | 5      |
| 2020/21        | Queens Park Rangers | Championship    | 45         | 8          | 2     | 0     | —              | —              | 47     | 8      |
| 2021/22        | Queens Park Rangers | Championship    | 39         | 9          | 4     | 0     | —              | —              | 43     | 9      |
| 2022/23        | Queens Park Rangers | Championship    | 24         | 4          | 1     | 0     | —              | —              | 25     | 4      |
| Carrièretotaal | Carrièretotaal      | Carrièretotaal  | 175        | 32         | 18    | 1     | 0              | 0              | 192    | 32     |

Bijgewerkt t/m 6 januari 2023

## Interlandcarrière
Op 8 juni 2021 maakte hij zijn interlanddebuut voor Marokko: in de vriendschappelijke interland tegen Ghana viel hij in de 76e minuut in voor Adel Taarabt. 
Ilias behoorde tot de Marokkaanse selectie tijdens het Afrikaans kampioenschap voetbal 2021 te Kameroen. Hij startte in de basis tijdens de groepsfase tegen Gabon.
Op 6 oktober 2021 scoorde hij zijn eerste doelpunt voor de nationale ploeg tegen Guinee-Bissaus tijdens een kwalificatiewedstrijd voor het Wereldkampioenschap voetbal 2022 te Qatar.
Ilias behoorde tot de Marokkaanse selectie die op het Wereldkampioenschap voetbal 2022 te Qatar de 4e plaats behaalde. Hij kwam in actie tijdens de Troostfinale tegen Kroatië.